# 鷲尾流
鷲尾流（わしのおりゅう）は、明治時代に鷲尾春雄柳風斎が開いた柔術の流派である。

## 歴史

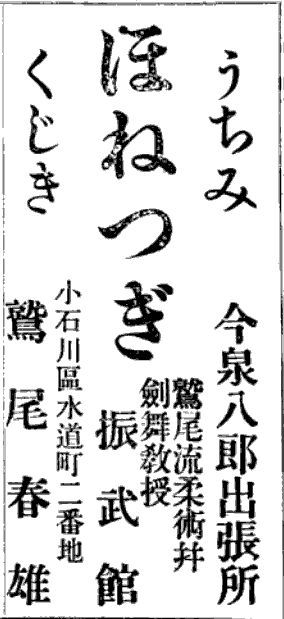
振武館道場の広告

流祖は、自ら剣槍柔術永続社を設立したこともある伯爵鷲尾隆聚の息子の鷲尾春雄である。
鷲尾春雄は明治21年（1888年）13歳で真蔭流の今泉八郎に師事し、21歳で免許皆伝を得て鷲尾流を創始した。1903年頃には今泉八郎の出張所で鷲尾流柔術剣舞を教える振武館を小石川区水道町に開いていた。
牛込に道場を設立して多くの門弟を育成し、明治42年（1909年）には埼玉県浦和警察署の柔術教授を任せられた。
2代目は、竹内判官流5代目でもある中島正義が継いだ。
現在の伝承状況は不明である。

## 系譜
- 鷲尾春雄柳風斎
  - 中島正義柳正斎
  - 秋山茂
  - 山本藤市
  - 花輪六太郎

## 技法
柔術、半棒術、剣術、六尺棒を伝えていた。